# Agouticarpa
Agouticarpa là một chi thực vật có hoa trong họ Thiến thảo (Rubiaceae).

## Loài
Chi Agouticarpa gồm các loài: